# KBS 8 뉴스타임
《KBS 8 뉴스타임》은 대한민국 KBS 2TV에서 평일 저녁 8시에 방송되었던 KBS 2TV의 메인 종합뉴스 프로그램이자 KBS 6시 뉴스타임의 전신 프로그램이다. 뉴스 프로그램 형식은 KBS 1TV KBS 뉴스 9의 제2형식을 지니고 있었다.

## 방송 시간
| 방송 채널 | 방송 기간                           | 방송 시간                                                       | 비고  |
| --------- | ----------------------------------- | --------------------------------------------------------------- | ----- |
| KBS 2TV   | 1980년 12월 1일 ~ 1981년 2월 1일    | 평일 저녁 8시 ~ 8시 30분 (30분) 주말 저녁 8시 ~ 8시 10분 (10분) |       |
| KBS 2TV   | 1981년 2월 2일 ~ 1981년 4월 3일     | 평일 저녁 7시 ~ 7시 30분 (30분)                                 |       |
| KBS 2TV   | 1981년 4월 6일 ~ 1981년 9월 4일     | 평일 저녁 6시 30분 ~ 7시 (30분)                                 |       |
| KBS 2TV   | 1981년 9월 7일 ~ 1982년 1월 22일    | 평일 저녁 6시 ~ 6시 20분 (20분)                                 |       |
| KBS 2TV   | 1982년 9월 20일 ~ 1983년 3월 25일   | 평일 저녁 7시 ~ 7시 40분 (40분)                                 |       |
| KBS 2TV   | 1987년 3월 2일 ~ 1989년 10월 1일    | 월요일 ~ 목요일 밤 10시 50분 ~ 11시 10분 (20분)                 |       |
| KBS 2TV   | 1989년 10월 5일 ~ 1990년 10월 26일  | 평일 밤 10시 30분 ~ 10시 50분 (20분)                            |       |
| KBS 2TV   | 1991년 4월 29일 ~ 1991년 5월 17일   | 평일 밤 10시 30분 ~ 10시 50분 (20분)                            |       |
| KBS 2TV   | 1990년 10월 29일 ~ 1991년 4월 26일  | 평일 밤 10시 35분 ~ 10시 55분 (20분)                            |       |
| KBS 2TV   | 1991년 5월 20일 ~ 1991년 10월 4일   | 평일 밤 10시 40분 ~ 11시 5분 (25분)                             |       |
| KBS 2TV   | 1991년 10월 7일 ~ 1992년 4월 3일    | 평일 밤 11시 ~ 11시 10분 (10분)                                 |       |
| KBS 2TV   | 1992년 4월 6일 ~ 1992년 10월 2일    | 평일 밤 10시 30분 ~ 10시 55분 (25분)                            |       |
| KBS 2TV   | 1993년 10월 18일 ~ 1994년 2월 18일  | 평일 밤 10시 30분 ~ 10시 55분 (25분)                            |       |
| KBS 2TV   | 1992년 10월 5일 ~ 1993년 4월 30일   | 평일 밤 10시 40분 ~ 10시 55분 (15분)                            |       |
| KBS 2TV   | 1993년 5월 3일 ~ 1993년 10월 15일   | 평일 밤 10시 20분 ~ 10시 45분 (25분)                            |       |
| KBS 2TV   | 1994년 2월 21일 ~ 1994년 10월 7일   | 평일 저녁 8시 ~ 8시 30분 (30분)                                 | [ 2 ] |
| KBS 2TV   | 1997년 3월 3일 ~ 1997년 10월 17일   | 평일 저녁 8시 ~ 8시 30분 (30분)                                 |       |
| KBS 2TV   | 2009년 4월 20일 ~ 2009년 10월 16일  | 평일 저녁 8시 ~ 8시 30분 (30분)                                 |       |
| KBS 2TV   | 1994년 10월 10일 ~ 1996년 3월 1일   | 평일 저녁 8시 ~ 8시 25분 (25분)                                 |       |
| KBS 2TV   | 1998년 10월 12일 ~ 1999년 4월 30일  | 평일 저녁 8시 ~ 8시 25분 (25분)                                 |       |
| KBS 2TV   | 1996년 3월 4일 ~ 1996년 10월 11일   | 평일 저녁 8시 ~ 8시 20분 (20분)                                 | [ 3 ] |
| KBS 2TV   | 1996년 10월 14일 ~ 1997년 2월 28일  | 평일 저녁 8시 ~ 8시 15분 (15분)                                 | [ 4 ] |
| KBS 2TV   | 1997년 10월 20일 ~ 1997년 11월 21일 | 평일 저녁 8시 ~ 8시 15분 (15분)                                 |       |
| KBS 2TV   | 1997년 11월 24일 ~ 1998년 1월 2일   | 평일 저녁 7시 40분 ~ 8시 (20분)                                 | [ 5 ] |
| KBS 2TV   | 1998년 1월 5일 ~ 1998년 2월 13일    | 평일 저녁 7시 35분 ~ 7시 55분 (20분)                            |       |
| KBS 2TV   | 1998년 2월 16일 ~ 1998년 6월 12일   | 평일 저녁 8시 25분 ~ 8시 45분 (20분)                            |       |
| KBS 2TV   | 1998년 6월 15일 ~ 1998년 10월 9일   | 평일 저녁 8시 20분 ~ 8시 40분 (20분)                            |       |
| KBS 2TV   | 1999년 5월 3일 ~ 2000년 4월 28일    | 평일 저녁 8시 ~ 8시 50분 (50분)                                 |       |
| KBS 2TV   | 2007년 11월 5일 ~ 2008년 3월 28일   | 평일 저녁 8시 ~ 8시 50분 (50분)                                 |       |
| KBS 2TV   | 2000년 5월 1일 ~ 2001년 11월 2일    | 평일 저녁 8시 ~ 8시 45분 (45분)                                 | [ 6 ] |
| KBS 2TV   | 2005년 10월 31일 ~ 2007년 4월 27일  | 평일 저녁 8시 ~ 8시 45분 (45분)                                 |       |
| KBS 2TV   | 2001년 11월 5일 ~ 2002년 10월 25일  | 평일 저녁 7시 ~ 7시 45분 (45분)                                 | [ 7 ] |
| KBS 2TV   | 2002년 10월 28일 ~ 2005년 10월 28일 | 평일 저녁 8시 ~ 8시 40분 (40분)                                 | [ 8 ] |
| KBS 2TV   | 2007년 4월 30일 ~ 2007년 11월 2일   | 평일 저녁 8시 ~ 8시 40분 (40분)                                 |       |
| KBS 2TV   | 2008년 11월 17일 ~ 2009년 4월 17일  | 평일 저녁 8시 ~ 8시 40분 (40분)                                 | [ 9 ] |
| KBS 2TV   | 2008년 3월 31일 ~ 2008년 11월 14일  | 평일 저녁 6시 ~ 6시 30분 (30분)                                 |       |
| KBS 2TV   | 2009년 10월 20일 ~ 2010년 5월 7일   | 평일 저녁 8시 ~ 8시 35분 (35분)                                 |       |

### 역대 앵커

#### 남성
| 역대 | 진행자                                 | 진행 기간                          | 비고   |
| ---- | -------------------------------------- | ---------------------------------- | ------ |
| 1대  | 김근복 前 아나운서                     | 1987년 3월 2일 ~ 1988년 2월 25일   |        |
| 2대  | 손석기 前 아나운서                     | 1988년 2월 29일 ~ 1989년 10월 1일  |        |
| 3대  | 이윤성 前 기자                         | 1993년 5월 3일 ~ 1993년 7월 2일    |        |
| 4대  | 김광일 前 기자                         | 1993년 7월 5일 ~ 1994년 2월 18일   |        |
| 5대  | 김종진 前 기자                         | 1994년 2월 21일 ~ 1994년 10월 7일  |        |
| 6대  | 김종진 前 기자                         | 1997년 3월 3일 ~ 1997년 10월 17일  | [ 10 ] |
| 7대  | 박선규 前 기자                         | 1997년 11월 24일 ~ 1998년 10월 9일 |        |
| 8대  | 이광출 前 기자                         | 1998년 10월 12일 ~ 1999년 8월 20일 |        |
| 9대  | 김진수 해설위원                        | 1999년 8월 23일 ~ 2001년 11월 2일  | [ 11 ] |
| 10대 | 민경욱 前 기자                         | 2001년 11월 5일 ~ 2004년 4월 30일  | [ 12 ] |
| 11대 | 엄경철 前 통합뉴스룸국장               | 2004년 5월 3일 ~ 2007년 11월 2일   |        |
| 12대 | 박찬형 해설위원                        | 2007년 11월 5일 ~ 2008년 3월 28일  |        |
| 13대 | 최동석 前 아나운서실 아나운서 1부 팀장 | 2008년 3월 31일 ~ 2008년 11월 14일 |        |

#### 여성
| 역대 | 진행자             | 진행 기간                          | 비고          |
| ---- | ------------------ | ---------------------------------- | ------------- |
| 1대  | 윤영미 前 아나운서 | 1989년 10월 5일 ~ 1991년 5월 17일  |               |
| 2대  | 이규원 前 아나운서 | 1993년 5월 3일 ~ 1993년 7월 2일    |               |
| 3대  | 공정민 前 아나운서 | 1993년 10월 18일 ~ 1994년 2월 18일 |               |
| 4대  | 황현정 前 아나운서 | 1994년 2월 21일 ~ 1994년 10월 7일  |               |
| 5대  | 이규원 前 아나운서 | 1994년 10월 10일 ~ 1996년 3월 1일  | [ 13 ]        |
| 6대  | 유정아 前 아나운서 | 1996년 3월 4일 ~ 1997년 2월 28일   |               |
| 7대  | 황현정 前 아나운서 | 1997년 3월 3일 ~ 1997년 11월 21일  | [ 14 ]        |
| 8대  | 황정민 前 아나운서 | 1997년 11월 24일 ~ 1998년 1월 2일  |               |
| 9대  | 황유선 前 아나운서 | 1998년 1월 5일 ~ 1998년 10월 9일   |               |
| 10대 | 이한숙 前 아나운서 | 1998년 10월 12일 ~ 1999년 4월 30일 |               |
| 11대 | 황정민 前 아나운서 | 1999년 5월 3일 ~ 2001년 4월 27일   | [ 15 ] [ 16 ] |
| 12대 | 손미나 前 아나운서 | 2001년 4월 30일 ~ 2001년 11월 2일  |               |
| 13대 | 황정민 前 아나운서 | 2001년 11월 5일 ~ 2002년 11월 29일 | [ 17 ] [ 18 ] |
| 14대 | 공정민 前 아나운서 | 2002년 12월 2일 ~ 2003년 9월 19일  | [ 19 ]        |
| 15대 | 지승현 前 아나운서 | 2003년 9월 22일 ~ 2005년 4월 29일  | [ 20 ]        |
| 16대 | 백승주 아나운서    | 2005년 5월 2일 ~ 2006년 8월 25일   | [ 21 ]        |
| 17대 | 위서현 前 아나운서 | 2006년 8월 28일 ~ 2007년 11월 2일  |               |
| 18대 | 조수빈 前 아나운서 | 2007년 11월 5일 ~ 2008년 11월 14일 |               |
| 19대 | 정세진 前 아나운서 | 2008년 11월 17일 ~ 2010년 5월 7일  |               |
| 19대 | 이윤희 기자        | 2008년 11월 17일 ~ 2010년 5월 7일  |               |

## 타이틀 변천사
- 타이틀은 2008년 11월 17일부터 2010년 5월 7일까지를 기준으로 했다.

| 기수 | 타이틀           | 방송 기간                           |
| ---- | ---------------- | ----------------------------------- |
| 1기  | KBS 8시 뉴스     | 1980년 12월 1일 ~ 1981년 2월 1일    |
| 2기  | KBS 7시 뉴스     | 1981년 2월 2일 ~ 1981년 4월 5일     |
| 3기  | KBS 뉴스         | 1981년 4월 6일 ~ 1982년 1월 24일    |
| 4기  | KBS 뉴스쇼       | 1982년 9월 20일 ~ 1983년 3월 24일   |
| 5기  | KBS 2TV 뉴스센터 | 1987년 3월 2일 ~ 1997년 10월 19일   |
| 6기  | KBS 2TV 뉴스     | 1987년 3월 2일 ~ 1997년 10월 19일   |
| 7기  | KBS 뉴스쇼       | 1993년 5월 1일 ~ 1994년 2월 20일    |
| 8기  | KBS 뉴스비전     | 1994년 2월 21일 ~ 1997년 3월 2일    |
| 9기  | 8시 뉴스파노라마 | 1997년 3월 3일 ~ 1997년 10월 19일   |
| 10기 | KBS 뉴스 8       | 1997년 10월 20일 ~ 1998년 10월 11일 |
| 11기 | KBS 뉴스파노라마 | 1997년 10월 20일 ~ 1999년 5월 2일   |
| 12기 | KBS 뉴스 8       | 1998년 10월 12일 ~ 2002년 10월 27일 |
| 13기 | 뉴스투데이       | 1999년 5월 3일 ~ 2002년 10월 27일   |
| 14기 | KBS 뉴스 7       | 2001년 11월 5일 ~ 2002년 10월 27일  |
| 15기 | KBS 뉴스 8       | 2002년 10월 28일 ~ 2004년 5월 2일   |
| 16기 | KBS 8 뉴스타임   | 2004년 5월 3일 ~ 2008년 3월 30일    |
| 17기 | KBS 6 뉴스타임   | 2008년 3월 31일 ~ 2017년 4월 2일    |
| 18기 | KBS 8 뉴스타임   | 2008년 3월 31일 ~ 2017년 10월 22일  |

## 시보 광고
| 광고 기간                          | 광고주                |
| ---------------------------------- | --------------------- |
| 1994년 2월 21일 ~ 1997년 2월 28일  | 데이콤                |
| 1997년 3월 3일 ~ 1997년 10월 17일  | 삼성전자, 현대전자    |
| 1997년 10월 20일 ~ 1998년 2월 13일 | 서울우유              |
| 1998년 10월 12일 ~ 1999년 1월 28일 | LG전자                |
| 1999년 2월 1일 ~ 2001년 11월 2일   | 매일유업              |
| 2001년 11월 5일 ~ 2002년 3월 1일   | KBS 2TV 저녁 7시 시보 |
| 2002년 3월 4일 ~ 2002년 10월 25일  | 삼성카드              |
| 2002년 10월 28일 ~ 2002년 11월 1일 | KBS 2TV 저녁 8시 시보 |
| 2002년 11월 4일 ~ 2003년 6월 20일  | 쿠쿠전자              |
| 2003년 6월 23일 ~ 2004년 4월 30일  | 소니 코리아           |
| 2006년 6월 12일 ~ 2007년 12월 31일 | NH농협생명            |

## 지역권뉴스
2008년 11월 17일부터 1, 2부 체제 실시와 동시에 지역권뉴스를 편성하기 시작했으며, 2010년 5월 10일부터 KBS 8 뉴스타임이 종영되면서 KBS 뉴스타임으로 변경되었다가 2011년 1월 7일에 모든 지역권뉴스들이 종영되었다.
| 방송국          | 프로그램 타이틀          | 진행자 |
| --------------- | ------------------------ | ------ |
| KBS부산방송총국 | KBS 8 뉴스타임 부산      | 김계애 |
| KBS창원방송총국 | KBS 8 뉴스타임 경남      | 이아롬 |
| KBS대구방송총국 | KBS 8 뉴스타임 대구·경북 | 양문석 |
| KBS대전방송총국 | KBS 8 뉴스타임 대전·충남 | 김지연 |
| KBS광주방송총국 | KBS 8 뉴스타임 광주·전남 | 정은아 |
| KBS전주방송총국 | KBS 8 뉴스타임 전북권    | 박명원 |
| KBS청주방송총국 | KBS 8 뉴스타임 충북      | 최인희 |
| KBS춘천방송총국 | KBS 8 뉴스타임 강원      | 이의선 |
| KBS제주방송총국 | KBS 8 뉴스타임 제주      | 문의순 |

## 프로그램을 방송하던 방송국
- 한국방송공사 (중심방송국)
- KBS경인방송센터 (경기도,인천광역시 일원)
- KBS춘천방송총국 (강원도 영서 중북부 일원)
- KBS원주방송국 (강원도 영서 남부 일원)
- KBS강릉방송국 (강원도 영동 일원)
- KBS청주방송총국 (충청북도 중·남부,세종특별자치시 일원)
- KBS충주방송국 (충청북도 북부 일원)
- KBS대전방송총국 (대전광역시,충청남도,세종특별자치시 일원)
- KBS전주방송총국 (전라북도 일원)
- KBS광주방송총국 (광주광역시,전라남도 중북부)
- KBS목포방송국 (전라남도 서남부)
- KBS순천방송국 (전라남도 동부)
- KBS대구방송총국 (대구광역시,경상북도 중·서남부)
- KBS안동방송국 (경상북도 북부 일원)
- KBS포항방송국 (경상북도 동해안 일원)
- KBS부산방송총국 (부산광역시,경상남도 동부 일부)
- KBS울산방송국 (울산광역시,경상남도 동부 일부)
- KBS창원방송총국 (경상남도 중부)
- KBS진주방송국 (경상남도 서부)
- KBS제주방송총국 (제주특별자치도 일원)

## 종영 당시 경쟁 메인 뉴스 프로그램
- KBS 뉴스 네트워크, KBS 뉴스 9 (KBS 1TV)
- MBC 뉴스데스크 (MBC TV)
- SBS 8 뉴스 (SBS TV)
- OBS 뉴스 755 (OBS)

## 같이 보기
- 한국방송공사의 뉴스 프로그램
- KBS 2TV
- KBS 8 아침뉴스타임
- 지구촌 뉴스
- KBS 3시 뉴스타임
- 통합뉴스룸ET